# Domaso
Domaso is een gemeente in de Italiaanse provincie Como (regio Lombardije) en telt 1461 inwoners (31-12-2004). De oppervlakte bedraagt 6,1 km², de bevolkingsdichtheid is 240 inwoners per km².

## Demografie
Domaso telt ongeveer 651 huishoudens. Het aantal inwoners daalde in de periode 1991-2001 met 1,1% volgens cijfers uit de tienjaarlijkse volkstellingen van ISTAT.
| Jaar | Inwoneraantal |
| ---- | ------------- |
| 1991 | 1454          |
| 2001 | 1438          |

## Geografie
Domaso grenst aan de volgende gemeenten: Colico (LC), Gravedona, Livo, Peglio, Vercana.

## Toerisme
Domaso is een plaats waar zomers veel toeristen komen.